# Брусилов Микола Іванович
Микола Іванович Брусилов (1754 — 2 травня 1828) — російський державний діяч; дійсний статський радник (1806), Полтавський та Віленський губернатор, Московський віце-губернатор, дід генерала Олексія Брусилова та батько віце-губернатора Олексія Брусилова.

## Життєпис
Син Івана Брусилова, секунд-майора у відставці.
Закінчив Сухопутний шляхетський корпус. На військовій службі з 1767 року, з неї вийшов у відставку в 1778 році, як і батько і брат, в чині секунд-майора. Вступив на цивільну службу.
26 листопада 1802 р. призначений Московським віце-губернатором. В 1806 присвоєний чин дійсного статського радника. 17 березня 1806 року призначений Полтавським губернатором, змінивши на цій посаді Олександра Муханова. Віленський, Вятський губернатор./1820/. А 10 березня 1808 року був переведений на посаду Віленського губернатора. Обіймав цю посаду до 15 жовтня 1810 року, коли його замінив Олександр Лавинський.
Відомості про призначення Вятським губернатором потребують підтвердження, можливо, було призначено, але не вступив на посаду.

## Родина
- Син — Олексій Брусилов (1789—1859), одружений з Марією Антонівною (Марією Луїзою) Нестоємською (?-1859), серед їхніх дітей генерал Олексій Брусилов та віце-адмірал Лев Брусилов[3].
- Син — Микола Брусилов, син його доньки Наталії — генерал-майор інженерно-технічної служби Всеволод Келдиш, Батько академіка Мстислава Келдиша[3].
- Брат — Петро Брусилов[3], одружений з Марією Бахтіною, їх син — письменник і Вологодський губернатор Микола Брусилов.